# Sigmund Haringer
Sigmund Haringer (9 de desembre de 1908 - 23 de febrer de 1975) fou un futbolista alemany. Va formar part de l'equip alemany a la Copa del Món de 1934.